# ناحیه اوابو
ناحیه اوابو (به لاتین: Uaboe District) یک منطقهٔ مسکونی در نائورو است که در نائورو واقع شده‌است. ناحیه اوابو ۰٫۸ کیلومتر مربع مساحت و ۳۱۸ نفر جمعیت دارد و ۲۰ متر بالاتر از سطح دریا واقع شده‌است.